# Exosoma albanicum
Exosoma albanicum là một loài bọ cánh cứng trong họ Chrysomelidae. Loài này được Meschnigg miêu tả khoa học năm 1934.